# 天子ヶ岳
天子ヶ岳（てんしがたけ）は、静岡県富士宮市と山梨県南巨摩郡南部町の県境に位置する標高1,330mの山である。

## 概要
天子山地に属し、希少種としてアシタカツツジの自生が確認されている。
名称の由来としては、天子の皇女を葬送した場所であることから天子ヶ岳と名付けられたとされる。また別名としてきりう山とも呼称されていた。
霊場身延山に隣接するため、その関わりで言及される例も多い。古い記録としては日蓮の文永12年（1275年）の書簡に「身延の嶺と申大山あり、東は天子の嶺…」とあり、同年の書簡に「此山の体たらくは、西は七面の山、東は天子のたけ…」とある。他、弘安元年（1278年）の書簡には「天子がたけ」とある。
また近世に成立した身延山の霊場として「五嶽・八渓」があり、天子ヶ岳は五嶽に数えられている 。

## 民俗

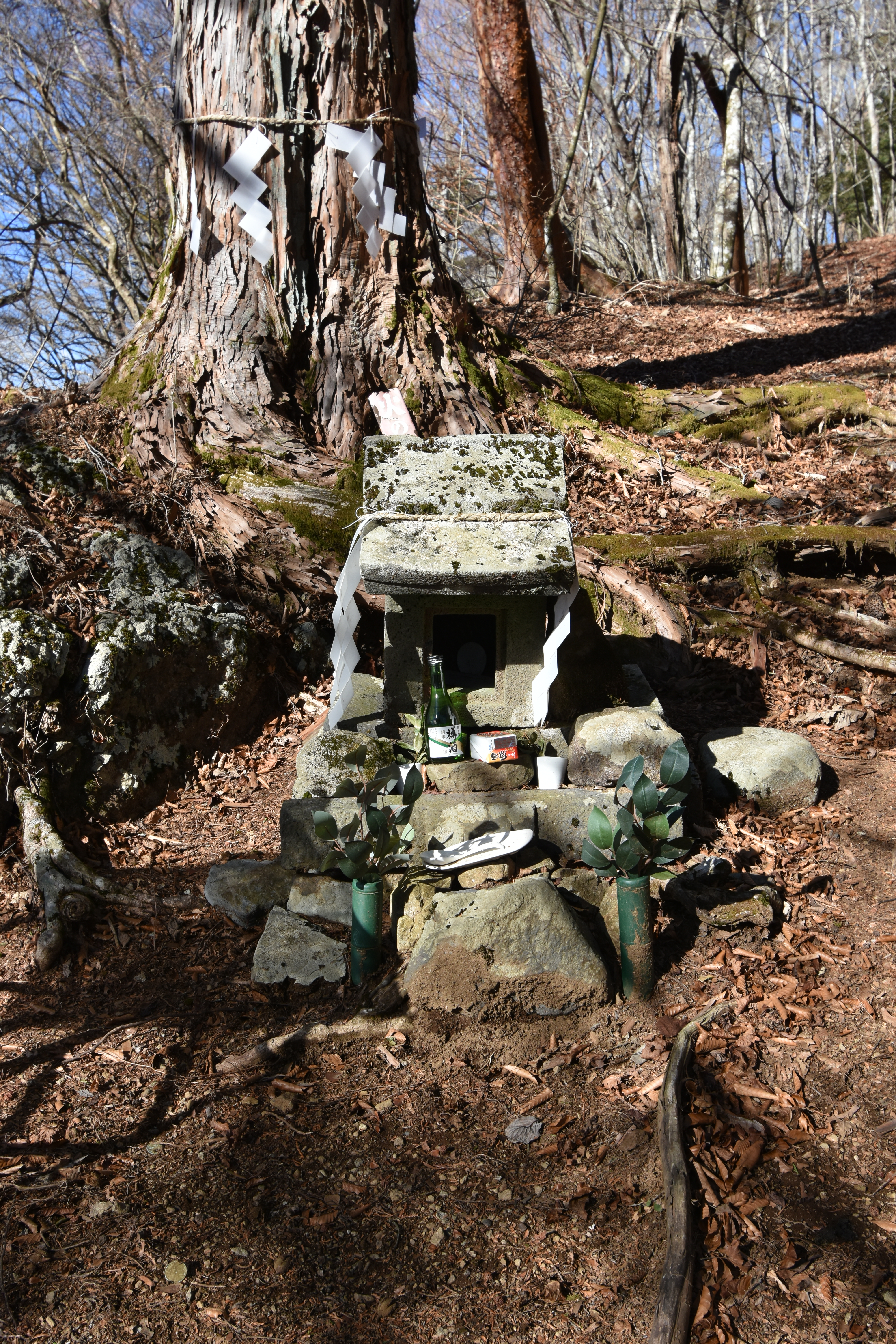
天子ヶ岳山頂付近にある石祠

天子ヶ岳には雨乞いまたは炭焼長者系の民話が伝わっている。

### 大雩祭
文政3年（1820年）『駿河記』に記される「大雩（おおあまい）祭」には以下のようにある。
長者ヶ岳の水菜を取って急いで帰り、その水菜を御手洗水（湧玉池）に浸し雨乞いの歌を唱えると、天子ヶ岳の黒雲が雨を降らせたという。またその水菜は翌日長者ヶ岳へと返したという。早魃（干ばつ）の年に富士山本宮浅間大社にて執り行われていた。

### 瓔珞ツツジ
『駿河記』「天子ヶ嶽」には以下のようにある。
長者ヶ岳付近に住む炭焼きを生活の糧とする男に嫁した皇女がおり、その後富士山の麓に黄金が出てこれを得た男は彈南長者と呼ばれたという。また皇女が亡くなると男は天子ヶ岳の頂上に葬送し、その傍らには瓔珞ツツジが生えたという。
また『駿河記』には「彈南長者の事跡、總て芝川通の諸村の俗頻に語傳へ、猪頭遠照寺七面堂に彈南が位牌を置ことなど縁あるべし」ともあり、遠照寺に彈南長者の位牌があるという。その他『駿河志料』は「長者屋敷跡并原」について記し彈南長者の跡と伝え、遠照寺の謂れも記している。
瓔珞ツツジに関する伝承は各史料により異同があり、これに雨降り・雨乞いの内容を含む伝承も複数伝わっている。代表的なものは以下のような筋書きである。
松五郎という生まれを明日見村（甲斐国）とする男が柚野（駿河国）に住んでおり、男は毎日炭を焼いて生活を営んでいた。炭を焼く竈門からは煙が空高く昇り、それは京からも確認できた。京の皇女はそれを不思議に思い陰陽師に占わせたところ、それはお婿様となる人物の知らせであるという。

そこで皇女はご家来衆を連れ柚野の里へ向かい、松五郎の家を訪れた。しかし留守居の者によると松五郎は故郷の明日見へ一時帰ってしまったという。留守居の者は”明日見へ帰った”という意味で「明日見にござらっしゃった」と述べたが、皇女らは”明日もう1度訪ねよ”という意味と間違え、3日目にしてようやく松五郎と対面した。
皇女は松五郎に小判2枚を贈ったが、松五郎はその有り難さを知らぬようであった。松五郎は付近の長者ヶ池を案内し、池にいた2羽の鶴に向かって小判を投げつけた。それを見た皇女は松五郎の無欲さに関心し、松五郎はお婿様となった。2羽の鶴は小判もろとも人穴の更に北の大沼へ飛んでいき、その大沼には小判型の葦が生えたという。

皇女様は幸せに暮らしていたがある時病気となり、松五郎の看病もむなしく病は悪化の一途を辿った。皇女は今際の際に「私が死んだら私の冠を京都が見える高い山の頂きへと埋めて下さい」と言った。松五郎は遺言通りに近くの一番高い山である天子ヶ岳の頂きに冠を埋めた。時は過ぎ、冠を埋めた場所から2本の芽が出てやがて大きな花をつけた。里人はそれを瓔珞ツツジと呼んだ。この枝を折ると大雨が降ると伝承されている。
現在も天子ヶ岳の山頂付近には、この皇女のものと伝わる石祠が所在している。また石祠の傍らには瓔珞つつじが2本存在したが、そのうち1本は後に枯死している。
またこの伝承から、早魃の際には瓔珞つつじの枝を1枝折る風習があったといい、遠くからも雨乞いのために訪れる人が居たという。

## 登山
登山は主に2通りあり、東海自然歩道の道程（田貫湖から長者ヶ岳を経て天子ヶ岳に至るコース）と白糸の滝方面からの登山道を用いる方法がある。